# Château de Meilbourg
Le château de Meilbourg, alias Meilberg, est un édifice détruit situé dans la commune française d'Illange et le département de la Moselle. Il s'agit du château de la seigneurie luxembourgeoise du même nom, il a été endommagé et reconstruit plusieurs fois.

## Géographie
L'emplacement du château se situe dans le territoire communal d'Illange, sur la rive droite de la Moselle et à peu de distance de ladite rivière.

## Toponymie

### Anciennes mentions
- Maberc (1161) ; Mirabel (1289) ; Malberc (1304) ; Mailberch (1323) ; Mailburg (1328) ; Milleberg (1380) ; Meilberg (1384) ; Mailbourch (1389) ; Melleberch (1393) ; Meilberg ou Meylbourg (xve siècle) ; Mailbourg, Maillerg (1580) ; Milbourg (1681) ; Meillbourg (1696) ; Le château de Malbroug (1756)[2].
- En francique lorrain : Burg Meilbrech.

### Étymologie
Le nom de Meilbourg se produit avec beaucoup de variantes dans les anciens écrits. Il se rapproche ou s'écarte du nom de Malberg qui paraît être son nom primitif et véritable. En effet, quand les Germains sont devenus prépondérants dans la partie de la Mosellane nommée judiciacensis, ils se seront régis d'après leurs propres usages, nullement d'après les lois et les usages des Romains, leurs adversaires abhorrés et leurs ennemis vaincus. Ce n'était plus dans l'enceinte close du judicium romain que se traitaient les affaires de la tribu et que se vidaient des querelles remises à la décision des juges, c'était en plein air ; sur un tertre à la vue du soleil. Ces lieux de réunions portaient dans l'Allemagne entière le même nom ; on les appelait Mal-Berg. Un tel nom ne pouvait pas manquer d'être latinisé par les moines et les prêtres devenus dépositaires du secret de l'écriture. Ce mal de la montagne fut nommé en latin du moyen âge mallus ou mallum.
Lorsque les antiques institutions des peuples de la Germanie se furent peu à peu effacées sous l'action et l'incessante pression des nouvelles mœurs féodales, le Mal-Berg de Thionville disparut ; un château fort vint occuper l'aire où croissait le chêne honoré et chéri dans les souvenirs du peuple et un Malburg remplaça le Mal-Berg. Dans une autre partie de l'ancien duché de Luxembourg, dans l'antique Bedensis, il existait non loin de Bidbourg un second Malberg qui a été également remplacé par un château fort, mais ce dernier a conservé son nom de Malberg. Ces deux Malberg sont l'un et l'autre devenus le berceau de puissantes maisons nobles.

## Histoire
La seigneurie de Meilbourg comprenait de nombreux villages, tant sur la rive droite que sur la rive gauche de la Moselle et la famille des Meilbourg était de la même famille que les Rodemack. Avec ces derniers, ils ont joué un rôle très important dans le comté puis duché de Luxembourg, sachant qu'il y a souvent eu la signature d'un Meilbourg en bas d'une charte ou d'un document officiel du Luxembourg. À l'instar des Rodemack, les Meilbourg étaient vassaux des comtes de Luxembourg et cela depuis les origines de ces deux seigneuries.
Ce château est pris et renversé de fond en comble par l'ordre de l'empereur Charles Quint en 1552, en même temps que les châteaux de Florange et de Bettange, après la condamnation pour félonie de leur propriétaire, Robert de la Marck. Meilbourg est vers cette époque le chef-lieu d'une importante seigneurie haute-justicière, composée d'Illange, Basse-Yutz, Haute-Yutz, Kuntzig, Molvange et en partie Garche et Manom. En 1668, d'après un dénombrement du 5 juin, Uckange et Metzervisse dépendaient également de cette seigneurie.
Dans tous les villages de la seigneurie de Meilbourg, d'après un dénombrement du 8 juillet 1681, une partie des habitants étaient de condition servile et s'appelaient schafleuth ; les autres avaient une condition libre établie par les comtes de Luxembourg et s'appelaient zinsleuth. Par ailleurs, la maison de nom et d'armes de Meilbourg portait pour armes : d'azur à 3 fasces d'or.